# Анальгетик

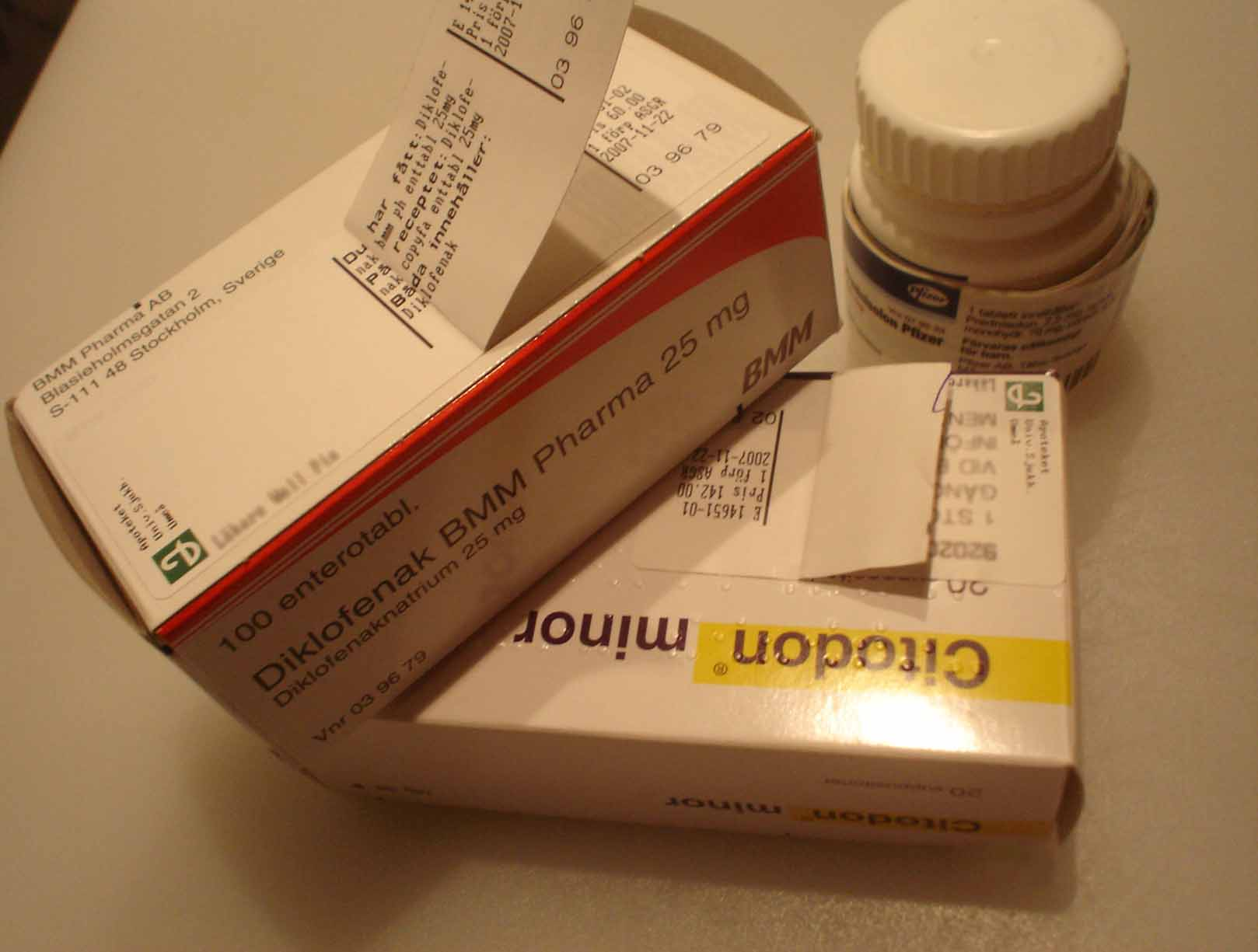
Диклофенак и Citodon

Анальге́тик (от др.-греч. ἀν- «без, против» + ἄλγησις «боль»), обезбо́ливающее, болеутоля́ющее — лекарственное средство природного, полусинтетического и синтетического происхождения, предназначенное для снятия болевых ощущений — анальгезии.

## История
До появления современных анальгетиков для снятия боли использовались различные способы снятия болевых ощущений: например, при проведении операции их утоляли алкоголем, скополамином, опиумом, индийской коноплей. В крайних случаях использовали и действия, противоречащие медицине: употребление грубой силы, например, удар по голове, приводящий к потере сознания, или частичные удушения для того же эффекта.
В народной медицине для снятия жара и боли использовали кору ивы. Как позже было установлено, в коре ивы содержится вещество салицин, который при гидролизе превращается в салициловую кислоту, обладающую противовоспалительным и болеутоляющим действием.
Ацетилсалициловая кислота была синтезирована ещё в 1853 году и применялась в медицине до 1899 года: за эти 46 лет накопились данные по её эффективности при артрите и хорошей переносимости. С тех пор синтезировано множество различных болеутоляющих средств.

## Классификация
Исходя из фармакодинамики соответствующих препаратов, их подразделяют на следующие группы:
I. Средства преимущественно центрального действия:
- Наркотические (опиоидные) анальгетики;
- Неопиоидные препараты с анальгетической активностью;
- Анальгетики смешанного механизма действия (опиоидного и неопиоидного).

II. Средства преимущественно периферического действия:
- Ненаркотические анальгетики[1].

### Наркотические анальгетики
Исходя из принципа взаимодействия наркотических анальгетиков с опиоидными рецепторами, они могут быть представлены следующими группами:
1. Агонисты (морфин, промедол, просидол, тапентадол, трамадол, фентанил, суфентанил);
2. Агонисты-антагонисты (буторфанол);
3. Частичные агонисты (бупренорфин);
4. Антагонисты (налоксон).

### Ненаркотические анальгетики
1. Производные салициловой кислоты: ацетилсалициловая кислота, салицилат натрия.
2. Производные пиразолона: анальгин, бутадион, амидопирин.
3. Производные анилина: фенацетин, парацетамол.
4. Производные алкановых кислот: ибупрофен, флурбипрофен, диклофенак натрия.
5. Производные антраниловой кислоты: мефенамовая и флуфенамовая кислоты.
6. Прочие: пироксикам, димексид, хлотазол, флупиртин, сузетригин[англ.].